# Липовка (Дивеєвський район)
Липовка (рос. Липовка) — присілок в Дивеєвському районі Нижньогородської області Російської Федерації.
Населення становить 73 особи. Входить до складу муніципального утворення Івановська сільрада.

## Історія
Від 2009 року входить до складу муніципального утворення Івановська сільрада.

## Населення
| 2002 | 2010 |
| ---- | ---- |
| 95   | ↘73  |